# Fredericksburg, Texas
Fredericksburg là một thành phố thuộc quận Gillespie, tiểu bang Texas, Hoa Kỳ. Năm 2010, dân số của xã này là 10530 người.

## Dân số
- Dân số năm 2000: 8911 người.
- Dân số năm 2010: 10530 người.